# Accidente del Antonov An-26 de la Fuerza Aérea de Rusia
El accidente del Antonov An-26 de la Fuerza Aérea de Rusia tuvo lugar el 6 de marzo de 2018, cuando un avión de transporte se estrelló al acercarse a la base aérea de Jmeimim en Latakia, Siria, matando a las 39 personas a bordo. El avión colisionó con el suelo a unos 500 metros de la pista. Todos los fallecidos eran militares del ejército ruso.
Fue el segundo accidente aéreo que sacude a Rusia en 2018 tras el vuelo 703 de Saratov Airlines, y el accidente aeréo militar más grave desde el accidente del Shaanxi Y-8 de la Fuerza Aérea de Birmania el año anterior. Es el accidente militar más grave del ejército ruso desde el accidente del Tu-154 del Ministerio de Defensa de Rusia en 2016.

## Aeronave
El avión accidentado era un Antonov An-26, registro RF-92955, msn 10107. Había volado por primera vez en 1980.

## Accidente
Aproximadamente a las 14:00, hora local (12:00 UTC ), el avión ruso Antonov An-26 cayó a unos 500 m (1640 pies) de la pista de aterrizaje. La causa preliminar se atribuyó al mal funcionamiento técnico Según informes del lugar, el Ministerio de Defensa ruso descartó la posibilidad de que fuera derribado. El Comité de Aviación Interestatal (MAK) de Rusia abrió una causa penal relacionada con el accidente.
El avión se acercó al aeropuerto con un viento de cola y fue atrapado por una ráfaga de viento en los momentos finales al aterrizar. Se precipitó, perdió altura y se estrelló unos 500 metros antes del umbral de la pista.